# Эволюция чешуекрылых

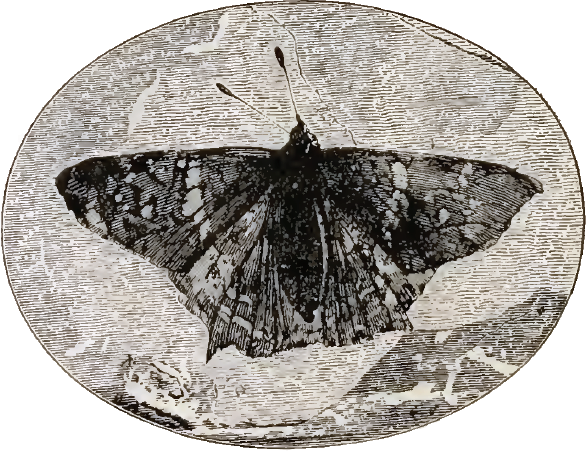
Рисунок окаменелости Prodryas persephone. Вид относится к семейству Нимфалиды, является одной из нескольких ископаемых бабочек, найденных в штате Колорадо, США. Единственный известный экземпляр этого вида признан наилучше сохранившейся из когда-либо найденных окаменелостей чешуекрылых. На отпечатке полностью сохранилась вся бабочка, включая ротовой аппарат, усики и даже детали рисунка на крыльях

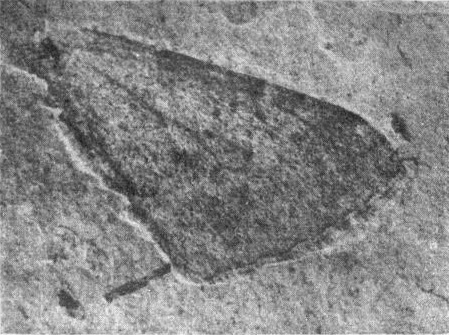
Отпечаток крыла ископаемой бабочки Hydriomena? protrita из эоценовых отложений Колорадо (США)

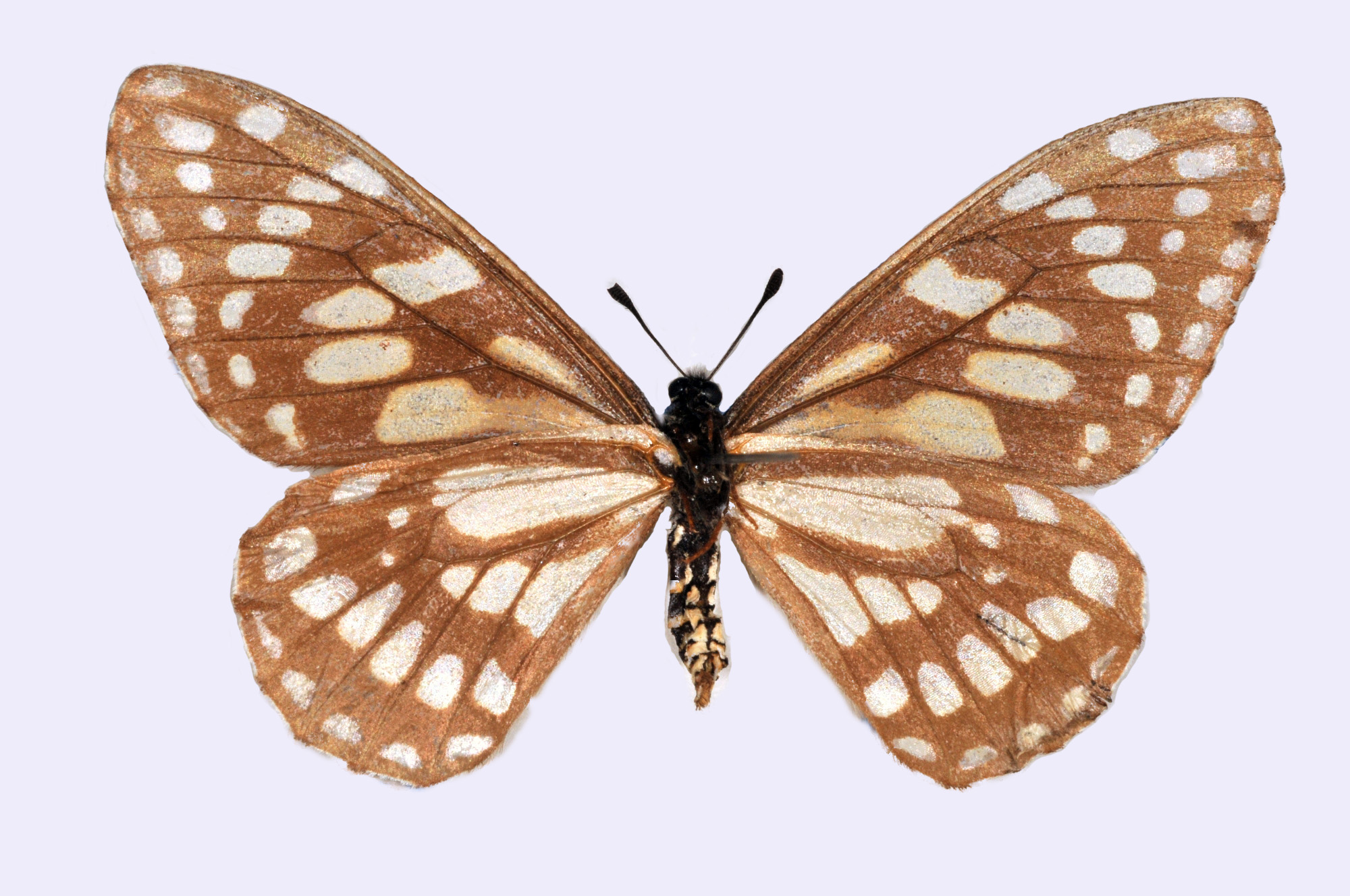
Наиболее древним видом из ныне живущих булавоусых чешуекрылых, по-видимому, является представитель семейства парусников — Baronia brevicornis — эндемик Мексики. Она характеризуется многими общими чертами с ископаемым таксоном Praepapilio и считается самым примитивным видом группы Papilionidae

## Филогения
Филогенетически чешуекрылые наиболее близки с ручейникам (Trichoptera), вместе с которыми они образуют группу Amphiesmenoptera. Представители обеих групп характеризуются целым рядом общих признаков: самки, а не самцы являются гетерогаметными, что не характерно для других отрядов насекомых; имеются плотные волоски на крыльях; специфическое жилкование передних крыльев; наличие у личинок специализированных желёз, вырабатывающих шёлк.
Вероятно, сам надотряд Amphiesmenoptera, начал эволюционировать непосредственно в юрском периоде, отделившись от вымершей группы Necrotaulidae. Чешуекрылые, в свою очередь, отличаются от ручейников некоторыми особенностями жилкования крыльев, а также формой волосков, которые у них модифицированы в чешуйки.
Окаменевшие остатки чешуекрылых находят значительно реже других насекомых. Это объясняется хрупкостью их тел. Древнейшие ископаемые остатки чешуекрылые были найдены в отложениях раннего юрского периода вблизи Дорсета в Великобритании и известны под названием Archaeolepis mane. Их возраст оценивают в 190 млн. лет. Они представляют собой отпечаток пары крыльев, покрытых чешуйками, с жилкованием похожим на таковое у представителей группы ручейников. Описанный на основании данных остатков вымерший род ранних чешуекрылых Archaeolepis, является самым ранним из известных ископаемых чешуекрылых. Он относится к примитивному вымершему семейству Archaeolepidae.

## Возникновение и развитие отряда
Возникновение и развитие отряда произошло, вероятно, в меловом периоде. Древнейшие Microptyregidae известны из отложений второй половины нижнего мела (Ливан и Забайкалье). Как отряд насекомых, чешуекрылые отличались активными растительноядными личинками, питавшимися зелёными тканями растений, и крылатой взрослой фазой (имаго), первоначально обладавшей малой активностью и слабо развитым ротовым аппаратом. По мере своей эволюции, путём несложной перестройки их ротовые органы удлинились и образовали мягкий и длинный хоботок, способный всасывать жидкости, что позволило им активно питаться нектаром. Длительность жизни и абсолютные размеры крылатой фазы увеличилась, а полёт улучшился. Также чешуекрылые выработали различную яркую окраску крыльев, на которых возникли сложные рисунки. Появление яркой окраски чешуекрылых, несомненно, в некоторой степени отражает их тесные связи с покрытосеменными (цветковыми) растениями, цветки которых они посещают для питания нектаром. Бурный расцвет чешуекрылых непосредственно связан с распространением цветковых растений, который произошёл в середине мелового периода — около 100 млн. лет назад. Бабочки, в свою очередь, способствовали распространению цветковых растений, выступая в роли их опылителей. Несомненно, цветковые растения оказали большое и решающее влияние на эволюцию всего отряда.
История становления чешуекрылых и покрытосеменных растений является ярким примером сингенетического развития двух групп организмов, которое протекало относительно быстрыми темпами в обеих группах организмов.

## Геологическая история
Геологическая история чешуекрылых известна весьма фрагментарно. В кратком виде она может быть представлена в следующем виде. Ископаемые остатки древнейших чешуекрылых, наряду с Archaeolepis mane из Великобритании, были обнаружены в отложениях второй половины нижнего мела в Ливане и Забайкалье и принадлежат к представителям наиболее примитивного подотряда Micropterygina. Вместе с ними в Ливане также обнаружены и древнейшие Hepjalina (Incurvarioidea). Скорее всего, формирование отряда и его первичная дивергенция произошли непосредственно в раннем меловом периоде. Уже в верхнем мелу наряду с Micropterygina встречаются также Papilioninа. Также с самого начала верхнего мелового периода в ряде местонахождений обнаружены многочисленные мины на листьях покрытосеменных растений, принадлежащие, скорее всего эриокранииновым или нептикулоидам. Меловым периодом, вероятно, датируется и бирманский янтарь с остатками одного вида из группы Eriocraniidae. На широкое развитие в позднем меловом периоде видов-минёров косвенно указывает также высокая численность их паразитов в сенонских смолах, обнаруженных на Таймыре.
Ряд надсемейств (Листовёртки, Yponomeutoidea, Gelechioidea, Pyraloidea) известны из эоцена, a Молеподобные из верхнего мела. Древнейшие находки представителей семейств древоточцы (Cossoidea), пестрянки (Zeganoidea), толстоголовки (Hesperioidea), Papilionoidea и совки (Noctuoidea) датируются олигоценом, пяденицы (Geometroidea) и бражники (Sphingoidea) — миоценом, Notodtodea — плиоценом, а надсемейства Copromorphoidea, Castnioidea, Pterophoroidea, Calliduloidea и Bombycoidea в ископаемом состоянии пока не обнаружены.
Находки чешуекрылых в палеоценовых отложения неизвестны, но в эоцене обнаружены представители 17 семейств. Преимущественно их находки связаны с балтийским янтарём. Представители семейств Thyrididae и мина Phyllocnistidae известны из эоценовых отложений США. Почти все известные эоценовые чешуекрылые относятся к вымершим родам. В находках балтийского янтаря наиболее богато представлено семейство Oecophoridae. Примечательно, что из верхнего мелового периода и нижнего палеогена известными являются только бабочки со скрытно-живущими (детритофаги, минёры, мицетофаги) или имеющими переносные чехлики (Мешочницы и Чехлоноски) гусеницами. Число находок чешуекрылых в палеогене резко увеличивается по сравнению с меловым периодом.
В олигоцене впервые появляются чешуекрылые с открытоживущими гусеницами — представители семейств: толстоголовки (Hesperioidea), Papilionoidea, пестрянки (Zygaenoidea) и совки (Noctuoidea). Характерными особенностями олигоценовой фауны также является резкое преобладание нимфалид (Nymphalidae) подсемейства Nymphalinae среди Papilionoidea и большое разнообразие древоточцев (Cossidae) и Libytheidae. Семейство совок (Noctuoidea) представлено только примитивными Amatidae. Преобладающими по-прежнему являются вымершие роды.
В миоцене систематический состав чешуекрылых, видимо, уже приближается к современному; в это время впервые обнаруживаются такие крупные современные семейства, как голубянки (Lycaenidae), пяденицы (Geometridae), бражники (Sphingidae), совки (Noctuidae) и прочие. Из всех крупных надсемейств в миоценовых отложениях не обнаружены только представители таких семейств как Notodontoidea и Шелкопрядовые.
Плохое изучение чешуекрылых миоценовых отложений затрудняет оценку числа вымерших родов, но, по-видимому, они ещё встречаются.
Плиоценовые чешуекрылые практически неизвестны. Именно в плиоцене отмечается первое появление семейства Notodontidae и наличие ряда современных видов. В силу недостаточной изученности ископаемых чешуекрылых трудно судить, насколько их известная геологическая история отражает действительную историю отряда. В частности, отсутствие доолигоценовых находок Papilionoidea, Noctuoidea, Cossoidea и ряда других может быть связано с тем, что более древние бабочки известны, главным образом, из ископаемых смол, где крупные насекомые практически не встречаются. В различных типах захоронений доолигоценовые бабочки также являются редкими и представлены теми же группами. Так, из эоценовой фауны Грин-Ривер (США) известны только Yponomeutidae и Thyrididae, хотя в осадочных породах мелкие бабочки встречаются значительно реже крупных. Поэтому весьма правдоподобно, что бабочки с открытоживущими гусеницами появились только лишь в олигоцене. Преобладание среди них форм, экологически связанных предположительно с древесной и кустарниковой растительностью (Nymphalinae, Libytheidae) или с лианами (примитивные парусники) при отсутствии многих важных групп, являющихся связанными с травянистыми растениями (Nymphalidae, Satyrinae, Lycaenidae и др., появляющиеся только лишь в миоцене), является отражением слабого развития открытых травянистых ландшафтов в палеогене и резкое увеличение их площади в неогене.

## Ископаемые чешуекрылые

### Надсемейство Hesperioidea

#### СемействоHesperiidae
- † Pamphilites Scudder, 1875
  - † Pamphilites abdita Scudder, 1875 (Экс-ан-Прованс, олигоцен)
- † Thanatites Scudder, 1875
  - † Thanatites vetula (Heyden, 1859) (Западная Германия, кайнозой) (первоначально описан, как Nymphalidae)

### Надсемейство Papilionoidea

#### incertae sedis
- †  Lithodryas Cockerell, 1909 – Lycaenidae, Nymphalidae?
  - † Lithodryas styx (Scudder, 1889)
- † Lithopsyche Butler, 1889 – Lycaenidae, Riodinidae?
  - † Lithopsyche antiqua Butler, 1889
- † Riodinella Durden & Rose, 1978
  - † Riodinella nympha Durden & Rose, 1978 (Колорадо, средний эоцен) – Nymphalidae, Pieridae, Riodinidae?

#### СемействоLycaenidae
- † Aquisextana Theobald, 1937
  - † Aquisextana irenaei Theobald, 1937 (Франция, ранний олигоцен)

#### СемействоNymphalidae
- † Apanthesis Scudder, 1889
  - † Apanthesis leuce Scudder, 1889 (Колорадо, Флориссант)
- † Barbarothea Scudder, 1892
  - † Barbarothea florissanti Scudder, 1892 (Колорадо, Флориссант)
- Doxocopa Hübner, 1819
  - † Doxocopa wilmattae (Cockerell, 1907) (Колорадо, Флориссант)
- Hestina Westwood, 1850
  - Hestina japonica (C. et R. Felder)
- † Jupitellia Carpenter, 1985
  - † Jupitellia charon (Scudder, 1889)
- † Lethites Scudder, 1875
  - † Lethites reynesii (Scudder, 1872)
- Ещё не получивший описания вид Limenitis
- † Mylothrites Scudder, 1875
  - † Mylothrites pluto (Heer, 1850) (Europe, Oligocene) (первоописание, как Vanessa)
- † Neorinella Martins, Kucera-Santos, Vieira & Fr, 1993
  - † Neorinella garciae Martines-Neto, 1993
- † Neorinopis Butler, 1873
  - † Neorinopis sepulta (Boisduval, 1840) (Франция, ранний олигоцен)
- † Nymphalites Scudder, 1889
  - † Nymphalites obscurum Scudder, 1889 (Колорадо, Флориссант)
  - † Nymphalites scudderi Beutenmller and Cockerell, 1908
  - † Nymphalites zeuneri Jarembowski, 1980
- † Prodryas Scudder, 1878
  - † Prodryas persephone Scudder, 1878
- † Prolibythea Scudder, 1889
  - † Prolibythea vagabunda Scudder, 1889 (Колорадо, Флориссант)
- Vanessa Fabricius, 1807
  - † Vanessa amerindica Miller and Brown, 1989 (Колорадо, Флориссант)

#### СемействоPapilionidae
- † Doritites Rebel, 1898

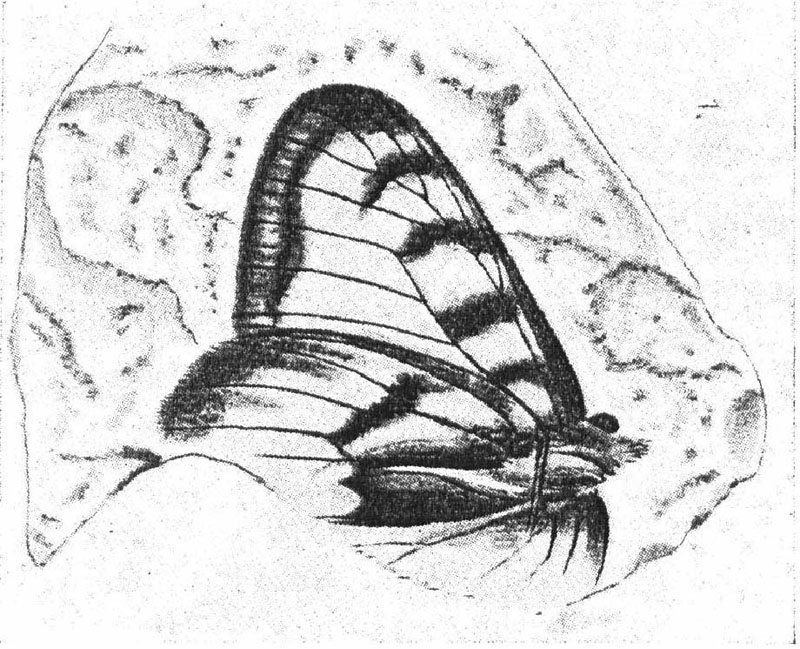
1Doritites bosniackii

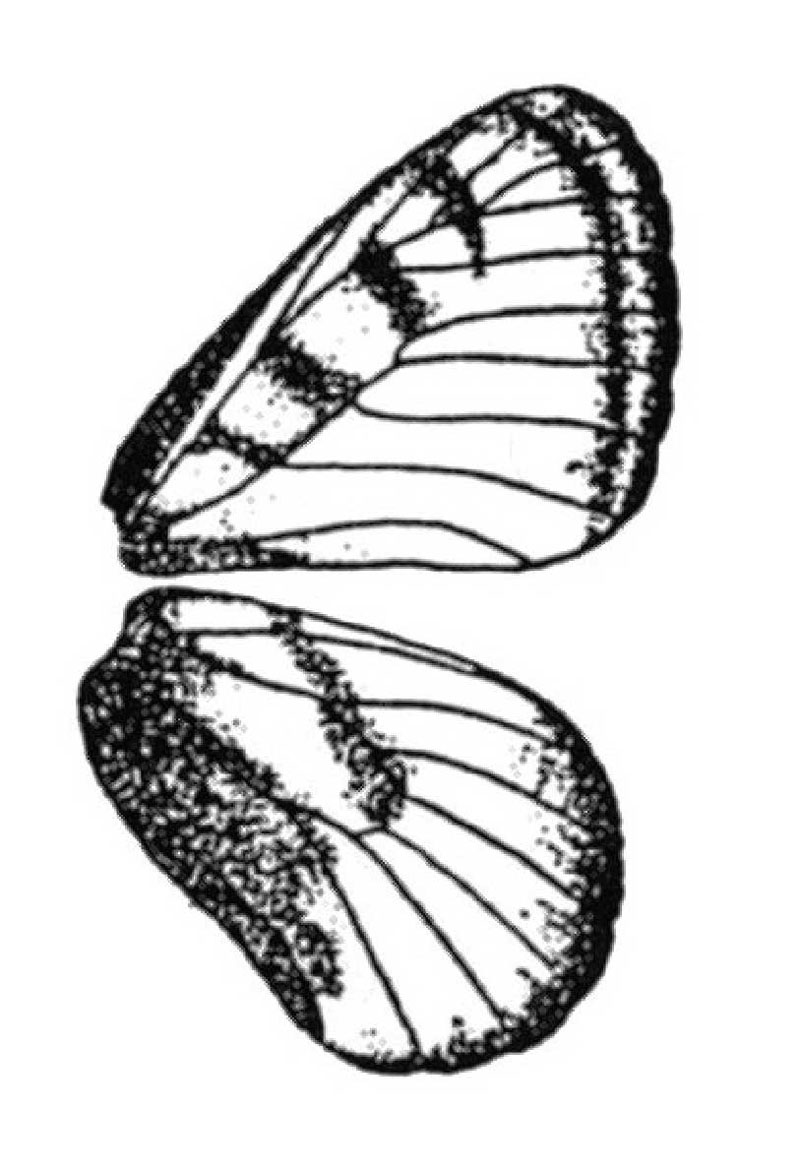
Doritites bosniackii

  - † Doritites bosniackii Rebel, 1898 (Италия, Тоскана, Миоцен) (иногда относят к роду Luehdorfia)
- † Praepapilio Durden & Rose, 1978
  - † Praepapilio colorado Durden & Rose, 1978
  - † Praepapilio gracilis Durden & Rose 1978
- † Thaites Scudder, 1875
  - † Thaites ruminianus Scudder, 1875 (Франция, Экс-ан-Прованс, олигоцен)

#### СемействоPieridae
- † Coliates Scudder, 1875
  - † Coliates proserpina Scudder, 1875
- † Oligodonta Brown, 1976
  - † Oligodonta florissantensis Brown, 1976 (Колорадо, олигоцен)
- Pontia Fabricius, 1807
  - † Pontia freyeri (Heer, 1849)
- † Stolopsyche Scudder, 1889
  - † Stolopsyche libytheoides Scudder, 1889 (Колорадо, кайнозой)

#### СемействоRiodinidae
- Voltinia Stichel, 1910
  - † Voltinia dramba Hall, Robbins & Harvey 2004

### НадсемействоBombycoidea

#### СемействоSaturniidae
- Aglia Ochsenheimer, 1810
  - Aglia tau (Linnaeus, 1758)
- Rothschildia Grote, 1896
  - † Rothschildia fossilis Cockerell, 1914

#### СемействоSphingidae
- † Mioclanis Zhang, Sun & Zhang, 1994
  - † Mioclanis shanwangiana Zhang, Sun & Zhang, 1994
- † Sphingidites Kernbach, 1967
  - † Sphingidites weidneri Kernbach, 1967

### НадсемействоCopromorphoidea

#### СемействоCopromorphidae
- Copromorpha Meyrick, 1886
  - † Copromorpha fossilis Jarzembowski, 1980

### НадсемействоCossoidea

#### СемействоCossidae
- † Adelopsyche Cockerell, 1926
  - † Adelopsyche frustrans Cockerell, 1926
- † Gurnetia Cockerell, 1921
  - † Gurnetia durranti Cockerell, 1921 (Остров Уайт)

### Надсемейство †Eolepidopterigoidea

#### Семейство †Eolepidopterigidae
- † Daiopterix Skalski, 1984
  - † Daiopterix rasnitsyni Skalski, 1984
  - † Daiopterix olgae Kozlov, 1989
- † Eolepidopterix Rasnitsyn, 1983
  - Eolepidopterix jurassica Rasnitsyn, 1983
- Gracilepteryx Martins-Neto and Vulcano, 1989
  - † Gracilepteryx pulchra Martins-Neto and Vulcano, 1989
- † Netoxena Sohn in Sohn et al., 2012
  - † Netoxena nana (Martins-Neto, 1999)
- † Psamateia Martins-Neto, 2002
  - † Psamateia calipsa Martins-Neto, 2002
- † Undopterix Skalski, 1979
  - † Undopterix sukatshevae Skalski, 1979
  - † Undopterix cariensis Martins-Neto and Vulcano, 1989

### СемействоEriocraniidae
- † Eriocranites Kernbach, 1967
  - † Eriocranites hercynicus Kernbach, 1967

### НадсемействоGelechioidea

#### СемействоAutostichidae
- † Symmocites Kusnezov, 1941
  - † Symmocites rohdendorfi Kusnezov, 1941

#### СемействоElachistidae
- † Elachistites Kozlov, 1987
  - † Elachistites inclusus Kozlov, 1987
  - † Elachistites sukatshevae Kozlov, 1987

#### СемействоEthmiidae
- Ethmia Hübner, [1819]
  - † Ethmia mortuella Scudder, 1890

#### СемействоOecophoridae
- † Borkhausenites Rebel, 1934
  - † Borkhausenites angustipenella Rebel, 1935
  - † Borkhausenites bachofeni Rebel, 1934
  - † Borkhausenites crassella Rebel, 1935
  - † Borkhausenites implicatella Rebel, 1935
  - † Borkhausenites incolumella Rebel, 1934
  - † Borkhausenites ingentella Rebel, 1935
  - † Borkhausenites vulneratella Rebel, 1935
- † Depressarites Rebel, 1936
  - † Depressarites blastuliferella Rebel, 1935
  - † Depressarites levipalpella Rebel, 1935
- † Epiborkhausenites Skalski, 1973
  - † Epiborkhausenites obscurotrimaculatus Skalski, 1973
- † Glesseumeyrickia Kusnezov, 1941
  - † Glesseumeyrickia henrikseni Kusnezov, 1941
- † Hexerites Cockerell, 1933
  - † Hexerites primalis Cockerell, 1933
- † Microsymmocites Skalski, 1977
  - † Microsymmocites Skalski, 1977
- † Neoborkhausenites Skalski, 1977
  - † Neoborkhausenites incertella (Rebel, 1935)
- † Palaeodepressaria Skalski, 1979
  - † Palaeodepressaria hannemanni Skalski, 1979
  - † Paraborkhausenites Kusnezov, 1941
  - † Paraborkhausenites innominatus Kusnezov, 1941
  - † Paraborkhausenites vicinella (Rebel, 1935) (

#### СемействоSymmocidae
- † Oegoconiites Kusnezov, 1941

### НадсемействоGeometroidea

#### СемействоGeometridae

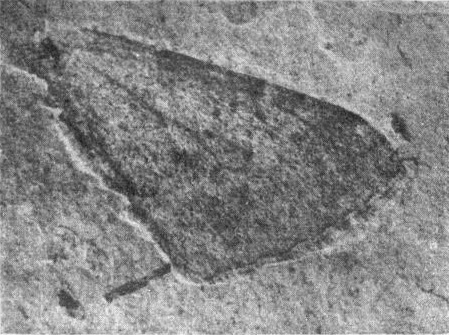
Hydriomena? protrita

- † Geometridites Clark et al., 1971
  - † Geometridites jordani Kernbach, 1967
  - † Geometridites larentiiformis Jarzembowski, 1980
  - † Geometridites repens Kernbach, 1967
- Hydriomena Hübner, (1825)
  - † Hydriomena? protrita Cockerell, 1922

### НадсемействоGracillarioidea

#### СемействоBucculatricidae
- Bucculatrix Zeller, 1839
  - † Bucculatrix platani Kozlov, 1988

#### СемействоGracillariidae
- † Gracillariites Kozlov, 1987
  - † Gracillariites lithuanicus Kozlov, 1987
  - † Gracillariites mixtus Kozlov, 1987
- Два ещё не получивших описания вида Phyllocnistis
- Ещё не получивший описания вид Lithocolletis

### НадсемействоHepialoidea

#### СемействоHepialidae
- † Oiophassus J. F. Zhang, 1989
  - † Oiophassus nycterus Zhang, 1989
- † Prohepialus Piton, 1940
  - † Prohepialus incertus Piton, 1940
- † Protohepialus Pierce, 1945
  - † Protohepialus comstocki Pierce, 1945

### НадсемействоIncurvarioidea

#### СемействоAdelidae
- Adela Latreille, 1796
  - † Adela kuznetzovi Kozlov, 1987
  - † Adela similis Kozlov, 1987
- † Adelites Rebel 1934
  - † Adelites electrella Rebel, 1934
  - † Adelites purpurascens Rebel, 1935
  - † Adelites serraticornella Rebel, 1935
  - Ещё не получивший описания вид †Adelites

#### СемействоIncurvariidae
- † Incurvarites Rebel, 1934
  - † Incurvarites alienella Rebel, 1934
- † Prophalonia Rebel, 1936
  - † Prophalonia gigas Rebel, 1935
  - † Prophalonia scutitarsella Rebel, 1935

### НадсемействоMicropterigoidea

#### СемействоMicropterigidae
- † Auliepterix Kozlov, 1989
  - † Auliepterix minima Kozlov, 1989
  - † Auliepterix mirabilis Kozlov, 1989
- † Baltimartyria Skalski, 1995
  - † Baltimartyria rasnitsyni Mey, 2011
  - † Baltimartyria proavitella (Rebel, 1936)
- Micropterix Hübner, 1825
  - † Micropterix anglica Jarzembowski, 1980
  - † Micropterix gertraudae Kurz M. A & M. E. Kurz, 2010
  - † Micropterix immensipalpa (Kusnezov, 1941)
- † Moleropterix Engel & Kinzelbach, 2008
  - † Moleropterix kalbei Engel & Kinzelbach, 2008
- † Palaeolepidopterix Kozlov, 1989
  - † Palaeolepidopterix aurea Kozlov, 1989
- † Palaeosabatinca Kozlov, 1989
  - † Palaeosabatinca zherichini Kozlov, 1988
- † Parasabatinca Whalley, 1978
  - † Parasabatinca aftimacrai Whalley, 1978
  - † Parasabatinca caldasae Martins Neto & Vulcano, 1989
- Sabatinca Walker, 1863
  - † Sabatinca perveta (Cockerell, 1919)

### НадсемействоNepticuloidea

#### СемействоNepticulidae
- † Foliofossor Jarzembowski, 1989
  - † Foliofossor cranei Jarzembwoski, 1989
- † Stigmellites Kernbach, 1967
  - † Stigmellites araliae (Fric, 1882)
  - † Stigmellites baltica (Kozlov, 1988)
  - † Stigmellites caruini-orientalis Straus, 1977
  - † Stigmellites heringi Kernbach, 1967
  - † Stigmellites kzyldzharica (Kozlov, 1988)
  - † Stigmellites messelensis Straus, 1976
  - † Stigmellites pliotityrella Kernbach, 1967
  - † Stigmellites samsonovi Kozlov, 1988
  - † Stigmellites serpentina (Kozlov, 1988)
  - † Stigmellites sharovi (Kozlov, 1988)
  - † Stigmellites tyshchenkoi (Kozlov, 1988)
  - † Stigmellites zelkovae Straus, 1977

### НадсемействоNoctuoidea

#### СемействоArctiidae
- † Oligamatites Kusnezov, 1928
  - † Oligamatites martynovi Kusnezov, 1928
- † Stauropolia Skalski, 1988
  - † Stauropolia nekrutenkoi Skalski, 1988

#### СемействоLymantriidae
- Euproctis

#### СемействоNoctuidae
- † Noctuites Heer, 1849
  - † Noctuites haidingeri Heer, 1849
- † Xyleutites Kozhanchikov, 1957
  - † Xyleutites miocenicus Kozhanchikov, 1957

#### СемействоNotodontidae
- † Cerurites Kernbach, 1967
  - † Cerurites wagneri Kernbach, 1967

### НадсемействоPterophoroidea

#### СемействоPterophoridae
- Pterophorus Schäffer, 1766
  - † Pterophorus oligocenus Bigot, Nel & Nel, 1986

### НадсемействоPyraloidea

#### СемействоPyralidae
- † Gallerites Kernbach, 1967
  - † Gallerites keleri Kernbach, 1967
- † Glendotricha Kusnezov, 1941
  - † Glendotricha olgae Kusnezov , 1941
- † Pyralites Heer, 1856
  - † Pyralites obscures Heer, 1856
  - † Pyralites preecei Jarzembowski, 1980

### НадсемействоSesioidea

#### СемействоCastniidae
- † Dominickus Tindale, 1985
  - † Dominickus castinodes Tindale, 1985

### НадсемействоTineoidea

#### СемействоPsychidae
- Dahlica Enderlein, 1912
  - Dahlica triquetrella (Hübner, 1813)
- † Palaeopsyche Sobczyk & Kobbert, 2009
  - † Palaeopsyche secundum Sobczyk & Kobbert, 2009
  - † Palaeopsyche transversum Sobczyk & Kobbert, 2009
- † Psychites Kozlov, 1989
  - † Psychites pristinella Kozlov, 1989
- Siederia Meier, 1957
  - Siederia pineti (Zeller, 1852)
- Sterrhopterix Hübner, 1825
  - † Sterrhopteryx pristinella Rebel, 1934
- Taleporia Hübner, 1825
  - Taleporia tubulosa (Retzius, 1783)
- Bacotia Tutt, 1899
  - Bacotia claustrella (Bruand, 1845)

#### СемействоTineidae
- † Architinea Rebel, 1934
  - † Architinea balticella Rebel, 1934
  - † Architinea sepositella Rebel, 1934
- † Dysmasiites Kusnezov, 1941
  - † Dysmasiites carpenteri Kusnezov, 1941
- † Electromeessia Kozlov, 1987
  - † Electromeessia zagulijaevi Kozlov, 1987
- † Glessoscardia Kusnezov, 1941
  - † Glessoscardia gerasimovi Kusnezov, 1941
- † Martynea Kusnezov, 1941
  - † Martynea rebeli Kusnezov, 1941
- † Monopibaltia Skalski, 1974
  - † Monopibaltia ignitella Skalski, 1974
- † Palaeoinfurcitinea Kozlov, 1987
  - † Palaeoinfurcitinea rohdendorfi Kozlov, 1987
- † Palaeoscardiites Kusnezov, 1941
  - † Palaeoscardiites mordvilkoi Kusnezov, 1941
- † Palaeotinea Kozlov, 1987
  - † Palaeotinea rasnitsyni Kozlov, 1987
- † Paratriaxomasia Jarzembowski, 1980
  - † Paratriaxomasia solentensis Jarzembowski, 1980
- † Proscardiites Kusnezov, 1941
  - † Proscardiites martynovi Kusnezov, 1941
- † Pseudocephitinea Kozlov, 1987
  - † Pseudocephitinea svetlanae Kozlov, 1987
- † Scardiites Kusnezov, 1941
  - † Scardiites meyricki Kusnezov, 1941
- † Simulotenia Skalski, 1977
  - † Simulotenia intermedia Skalski, 1977
- † Tillyardinea Kusnezov, 1941
  - † Tillyardinea eocaenica Kusnezov, 1941
- Tinea Linnaeus, 1758
  - † Tinea antique Rebel, 1822
- † Tineitella Fletcher, 1940
  - † Tineitella crystalli Kawall, 1876
  - † Tineitella sucinacius Kozlov, 1987
- † Tineolamima Rebel, 1934
  - † Tineolamima aurella Rebel, 1934
- † Tineosemopsis Skalski, 1974
  - † Tineosemopsis decurtatus Skalski, 1974

### НадсемействоTortricoidea

#### СемействоTortricidae
- † Electresia Kusnezov, 1941
  - † Electresia zalesskii Kusnezov, 1941
- † Spatalistiforma Skalski, 1992
  - † Spatalistiforma submerga Skalski, 1981
- † Tortricibaltia Skalski, 1992
  - † Tortricibaltia diakonoffi Skalski, 1981
- † Tortricidrosis Skalski, 1973
  - † Tortricidrosis inclusa Skalski, 1973
- Tortrix Linnaeus, 1758
  - † Tortrix? destructus Cockerell, 1916
  - † Tortrix? florissantana Cockerell, 1907

### НадсемействоYponomeutoidea

#### СемействоHeliodinidae
- † Baltonides Skalski, 1981
  - † Baltonides roeselliformis Skalski, 1981

#### СемействоLyonetiidae
- † Prolyonetia Kusnezov, 1941
  - † Prolyonetia cockerelli Kusnezov, 1941

#### СемействоYponomeutidae
- † Epinomeuta Rebel, 1936
  - † Epinomeuta truncatipennella Rebel, 1936

### НадсемействоZygaenoidea

#### СемействоZygaenidae
- Neurosymploca Wallengren, 1858
  - † Neurosymploca? oligocenica Fernández-Rubio & Nel, 2000 (Франция)
- Zygaena Fabricius, 1775
  - † «Zygaena» miocaenica Reiss, 1936 (Германия)
  - † «Zygaena» turolensis Fernández-Rubio, de Olano & Cunarro, 1991
- † Zygaenites Burgeff, 1951
  - † Zygaenites controversus Burgeff, 1951 (Германия, Миоцен)

### Без ранга

#### Семейство †Archaeolepidae
- † Archaeolepis Whalley, 1985
  - † Archaeolepis mane Whalley, 1985

#### Семейство †Ascololepidopterigidae
3 рода из юрского периода (Китай)
- †Ascololepidopterix Zhang et al., 2013
  - †Ascololepidopterix multinerve Zhang et al., 2013
- †Pegolepidopteron Zhang et al., 2013
  - †Pegolepidopteron latiala Zhang et al., 2013
- †Trionolepidopteron Zhang et al., 2013
  - †Trionolepidopteron admarginis Zhang et al., 2013

#### Семейство †Curvicubitidae
- † Curvicubitus Hong, 1984
  - † Curvicubitus triassicus Hong, 1984 (Китай, средний триас)

#### Семейство †Mesokristenseniidae
- † Mesokristensenia Huang, Nel & Minet, 2010
  - † Mesokristensenia angustipenna Huang, Nel & Minet, 2010
  - † Mesokristensenia latipenna Huang, Nel & Minet, 2010
  - † Mesokristensenia sinica Huang, Nel & Minet, 2010